# Wizz Air

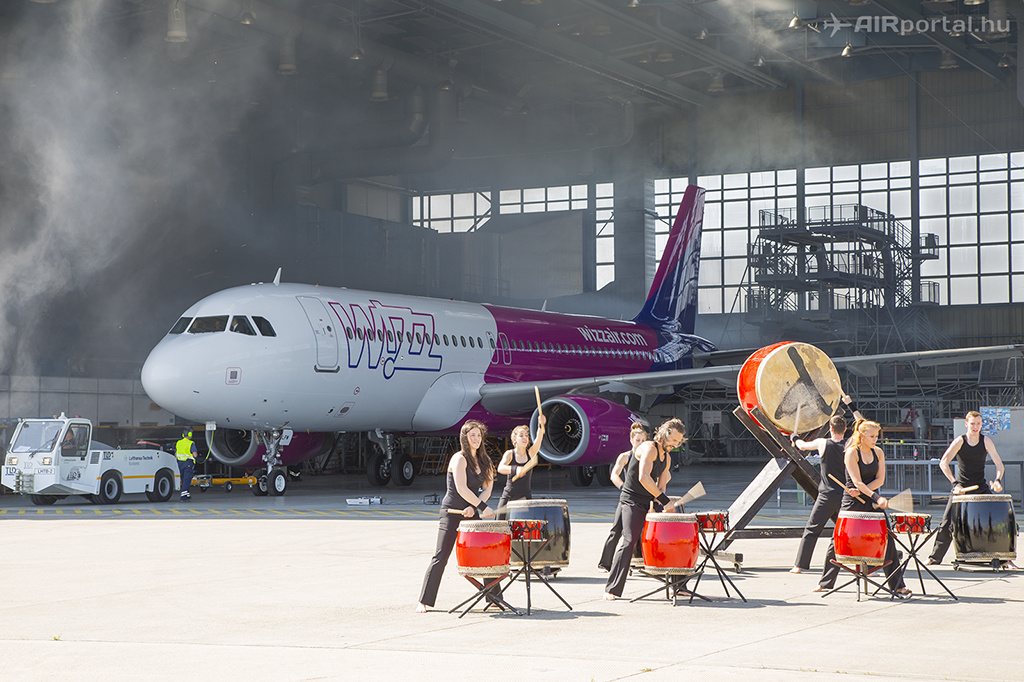
A Wizz Air új festésű repülőgépe Budapesten

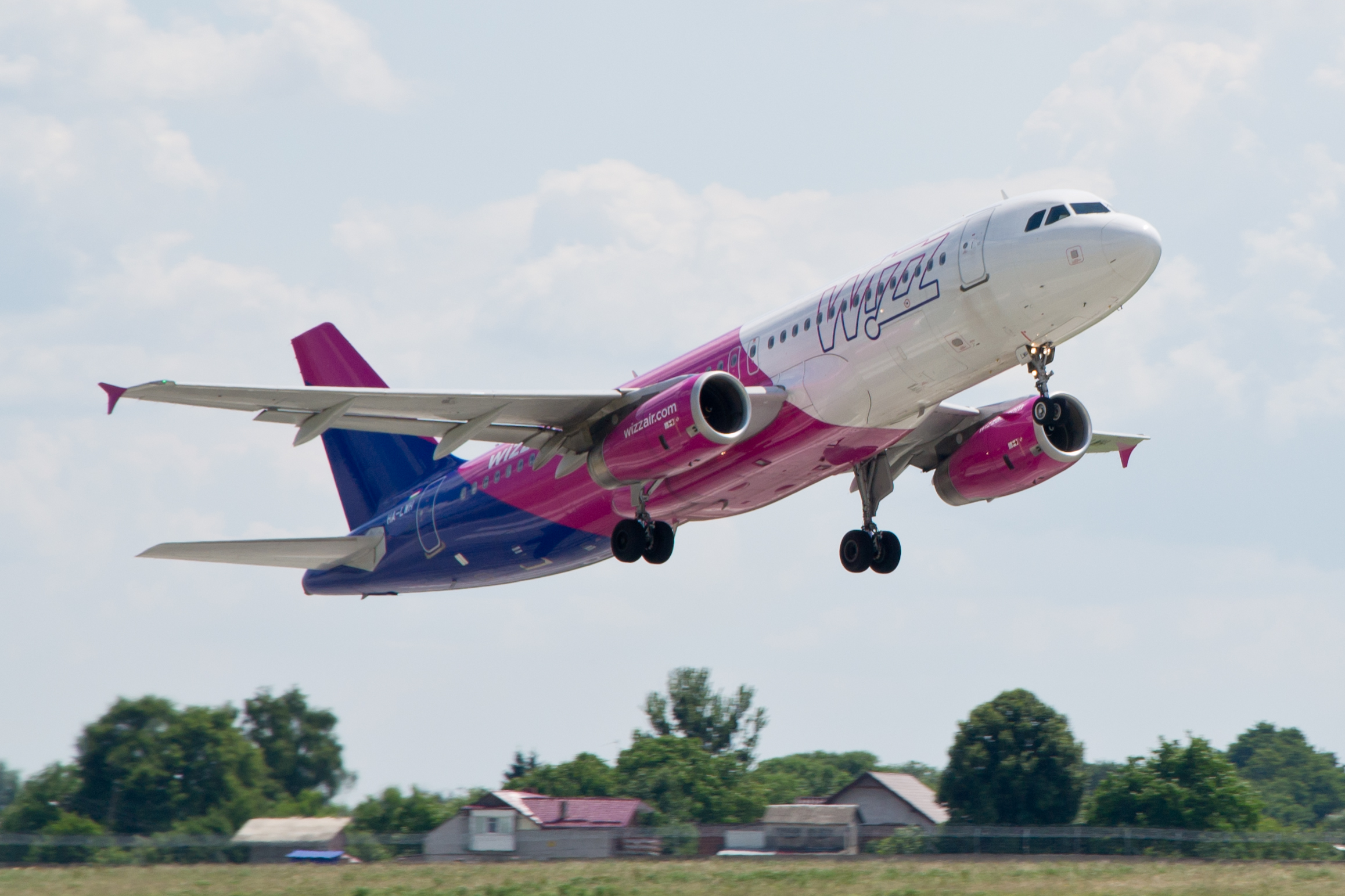

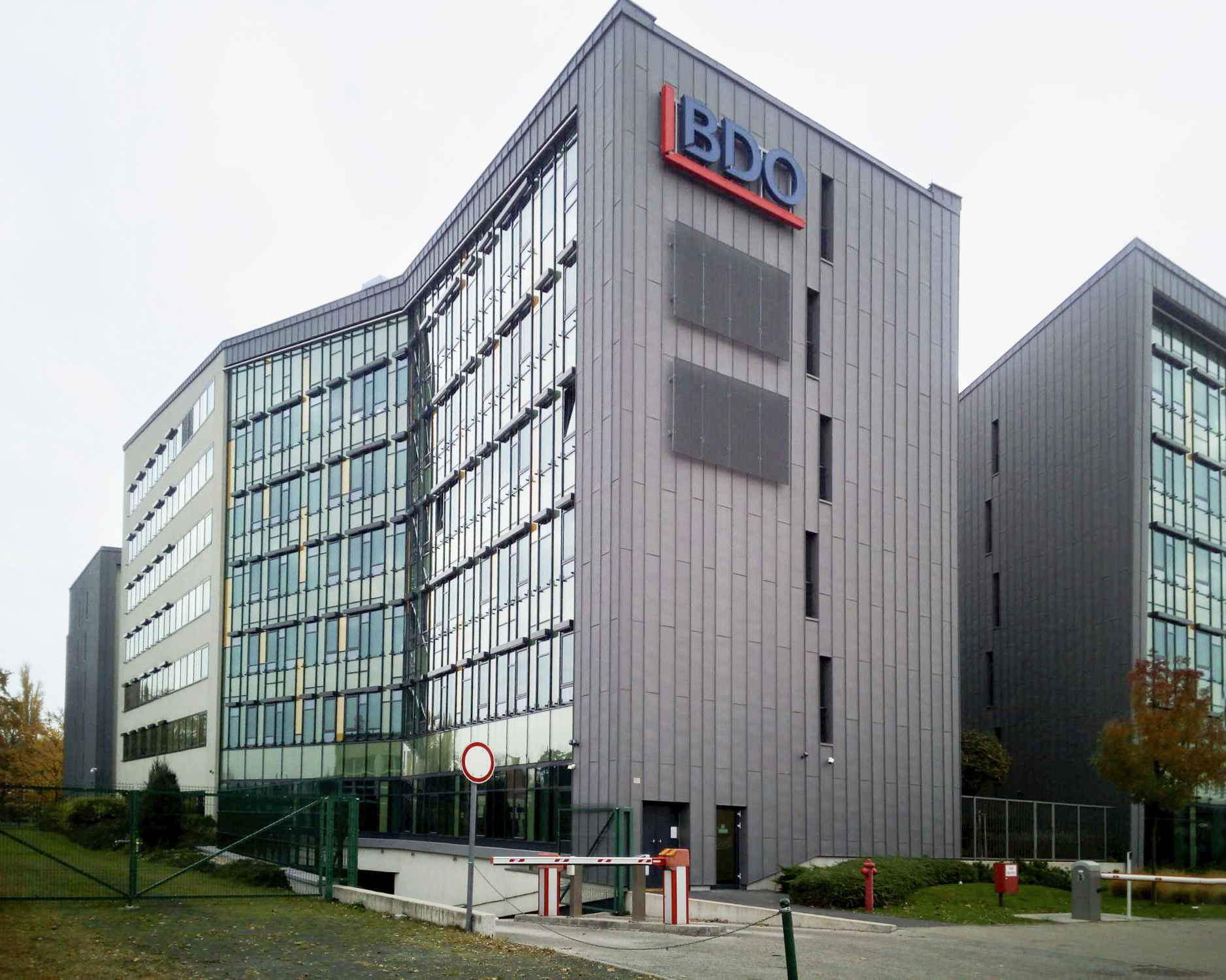
A Wizz Air székháza (Laurus irodaház, Budapest)

A Wizz Air Hungary Légiközlekedési Zrt. egy magyarországi székhelyű diszkont légitársaság, melynek tulajdonosa a Jersey szigeten bejegyzett Wizz Air Holdings. Központi irodája Budapesten található, míg cégközpontja üzleti megfontolásból Genfben.
Az 1650 milliárd forint piaci értékű vállalat (2019. szeptemberi adat) 121 repülőgépével 13 ország 28 bázisáról üzemeltet járatokat. Több mint 500 útvonalon, 44 ország 145 célállomására repülnek gépeikkel, és több mint 3000 embert foglalkoztatnak.
2024. február 20-án megérkezett a cég 200. gépe, egy Airbus A321neo modell.

## Történet

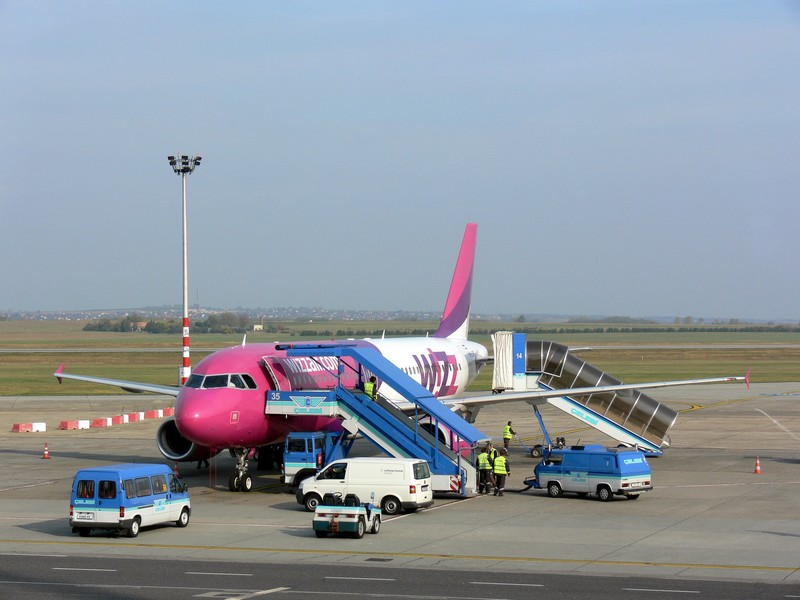
A Wizz Air Airbus A320-200 típusú repülőgépe Budapest Liszt Ferenc nemzetközi repülőtér 1-es terminálján

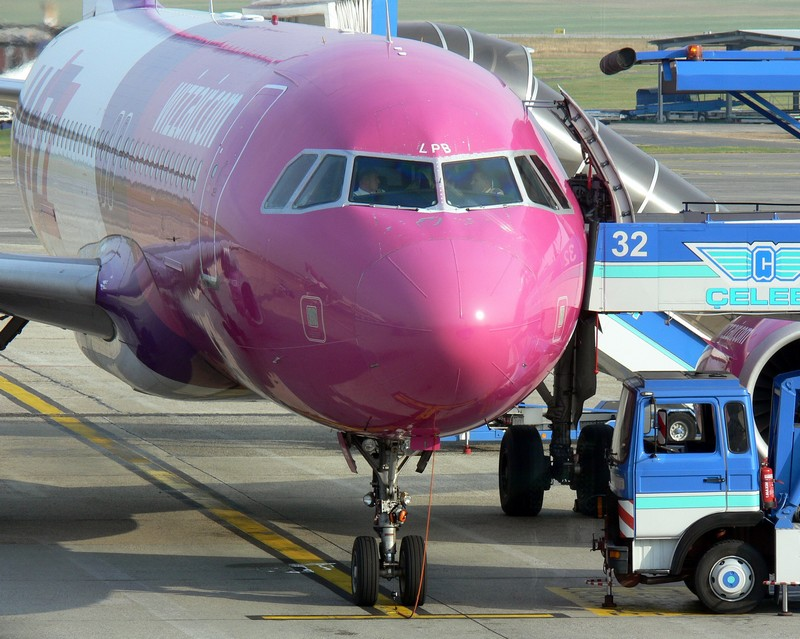
HA-LPB Budapesten

### Alapítás és az első évtized
A Wizz Airt 2003 júniusában alapította hat, légitársasági, illetve más iparágakban tapasztalatot szerzett szakember, az egykor a Malévet irányító Váradi József vezérigazgató vezetésével. A légitársaság célja, hogy olcsó utakat biztosítson Kelet-Közép-Európa és Nyugat-Európa között. A fő pénzügyi befektető a közlekedési beruházásokra specializálódott amerikai Indigo Partners társaság volt.
Alig három hónappal később, Londonban bejegyezték a Wizz Airt, és készen állt a repülésre. Az első járat 2004. május 19-én szállt fel Katowicéből. A Wizz Air központi irodája Budapesten, míg cégközpontja Genfben nyilt meg. A légitársaság 2006 októberében ötmilliomodik , 2008 februárjában pedig már tízmilliomodik utasát szállította. 2010-es árbevétele alapján a Figyelő listáján a 42. legnagyobb magyarországi vállalat volt.
Az indulást követően a fapados légitársaság a magyar nemzeti légitársaság, a Malév, belföldi piaci részesedését több, mint egyharmadával csökkentette. A Malév 2012-es csődje után felmerült, hogy a Wizz Air lehetne az új nemzeti légitársaság, ám ezt a címet végül nem kapta meg. 2013-ban a Magyarországon és Lengyelországban is elnyerte a legkiválóbb márkák elismeréséül szolgáló Superbrands díjat.

### Piacvezető légitársaságok közé emelkedés
2014 májusában Váradi József vezérigazgató bejelentette a cég bevezetését a Londoni Értéktőzsdére. Októberben módosította rendelését a légitársaság, és az addigi A320-as típus egy része helyett A321-es típust rendelt. A Wizz Air 2014-ben több, mint 15,8 millió utast szállított, 86,7%-os átlagos kihasználtság mellett.
2015 februárjában a cég részvényeit bevezették a Londoni Értéktőzsdére. A Wizz Air az FTSE250 index része lett, melyet a Londonban bevezetett 100-350. legértékesebb cég árfolyamából képeznek. Májusban a légitársaság arculatot váltott. A rózsaszín-lila-fehér színkombináció fehér-rózsaszín-kékre változott, a lila-rózsaszín Wizz logóban a teljesen színezett betűket a középen kivágott, fentről lefelé színátmenetes keretű betűk váltották (az egyéb tipográfiai jellemzői ugyanakkor változatlanok maradtak). Októberben szállította a légitársaság a százmilliomodik utasát. Ugyancsak ebben a hónapban a Forbes magazin Legmenőbb magyar márkák listáján a 6. helyre került. Novemberben – a tőzsdei bevezetés utáni első gyorsjelentésben – 20%-os utasszámnövekedésről, 15%-os bevételnövekedésről, és várakozásokon felüli, 205 millió eurós nettó profitról számoltak be. Szintén ebben a hónapban, Budapesten forgalomba állt a légitársaság első 230 személyes Airbus A321-es gépe.
2016 februárjában a légitársaság elnyerte a Air Transport World magazintól a „2016-os év diszkont légitársasága” címet. A 2016. március végén lezárt pénzügyi évében a Wizz Air 20 millió utast szállított (21%-os emelkedés), a férőhely-kihasználtság 88,2%-ra emelkedett, az árbevétel 1429 millió euró (+16%), a nettó profit pedig 224 millió euró volt. A 2016 júniusi Brexit súlyos kockázatot jelent a cégnek. A jelentős brit kitettség, a font gyengülése, a brit turisták utazási kedvének várható visszaesése, a kevesebb kelet-európai munkaerő légi utazása, mind negatívan hathat a Wizz Air eredményére. A cég részvényei azonnal 30%-kal estek. Júliusban a Skytrax légiközlekedési tanácsadó cég minőségi ranglistáján a legjobb kelet-európai légitársaságok listáján a 6. helyet, a legjobb európai diszkont légitársaságok listáján pedig a 7. helyet szerezte meg. Októberében a légi ipari információk és elemzések vezető független szolgáltatója, a Centre for Aviation (CAPA), a Wizz Airnek adományozta a „2016 Diszkont Légitársasága” címet.
2017-ben a légitársaság három új bázis megnyitását és hatvan új útvonal beindítását tervezte. A 2017. március végén lezárt pénzügyi évében a légitársaság 23,8 millió utast szállított (19%-os emelkedés), a férőhely-kihasználtság 90,1%-ra emelkedett (+2%), az árbevétel 1.571 millió euró (+10%), az üzemi szintű nyeresége 538 millió euró (+22%), az adózott eredménye pedig 246 millió euró volt (+27,5%). A kelet-közép-európai piacon 39%-os részesedést érte el. Az eredmények bejelentésének hatására részvényeik árfolyama elérte a történelmi csúcsot jelentő 23 fontot. Szeptemberben bejelentették, hogy 2018 végéig 40%-kal növelik a vállalat dolgozóinak számát, ami így meg fogja haladni a 4500 főt. A légitársaság, szintén szeptemberben, a Brexit okozta bizonytalanság miatt, megalapította brit leányvállalatát, a Wizz Air UK-t, és brit üzemelési engedélyt kért, aminek birtokában 2018 májusától lutoni bázissal, brit lajstromban lévő gépekkel üzemelhetett. Ezzel egyben megteremtődött az elvi lehetőség a transzatlanti piacra való belépésre is. Novemberben bejelentették, hogy az akkori, éves 5,5 milliós romániai utasforgalmukat 5 év alatt meg kívánják kétszerezni, hosszú távon pedig el akarják érni a 15 milliós értéket. Decemberben bejelentették, hogy saját pilótaképzést indítanak, melynek keretében évente 100 pilótát képeznek ki. Terveik szerint 2026-ra közel 300 géppel fognak rendelkezni, évente 600 ezer járaton 100 millió utast fognak szállítani, alkalmazottaik száma pedig eléri a 10 000 főt, melynek 90%-a pilóta és légiutas-kísérő lesz.
2018 januárjában bejelentették, hogy júniusban a bécsi nemzetközi repülőtéren új bázist nyitnak, ahol 3 gépet fognak állomásoztatni, és 13 járatot fognak üzemeltetni. A Moody's hitelminősítő "Baa3" szintű befektetési ajánlású adósminőségi osztályzattal látta el a légitársaságot, és bejelentette, hogy számítása szerint a közép- és kelet-európai térségben, a régió alacsony jegyáras piaci szegmenséből a Wizz Air 39%-kal részesedett 2017-ben. Júniusban forgalomba állították a 100. repülőgépüket. Novemberben Budapesten átadták az új, 3800 négyzetméteres oktató központjukat, ahol évente 250-300 pilótát és 500 légiutas-kísérőt képeznek ki. 2018-ra a Wizz Air a legnagyobb légitársasággá vált Közép- és Kelet-Európában, évente több mint 34 millió utast szállított, flottája 105 repülőgépre nőtt.
2019 márciusában megérkezett Budapestre az első Airbus A321neo repülőgép, melyben 230 helyett 239 ülés van, üzemanyag fogyasztása 20%-kal, zajszintje és károsanyag kibocsátása pedig 50 %-kal kisebb az addigi A321-eseknél. Március 31-től a Wizz Air Hungary Kft. zártkörű részvénytársaságként működik tovább. Az év második felében felerősödött „flight shame” támadásoki ellen azzal védekeztek, hogy az egy utasra vetített károsanyag-kibocsátási szint alapján a Wizz Air a legzöldebb légitársaság. (Ld. bővebben alább a Környezetvédelem részben!)

### Brexit, vírus, túlélés
2020. február elején bejelentették, hogy a Wizz Air cég fő részvényese, az Indigo Partners befektetési cég 12,5 millió részvényt adott el, annak érdekében, hogy a légitársaság a 2020. január 31-vel keltezett Brexit után is legalább 50 százalékban az Európai Gazdasági Térséghez tartozzon. Ezt az indokolta, hogy az európai uniós előírások értelmében az EU-n belül közlekedő légitársaságok tulajdonosainak több mint 50 százalékban az Európai Gazdasági Térséghez (EGT) kell tartozniuk. Ennek megvalósulását a részvények eladásával tudták elérni. (E szabály megsértőit korlátozások sújtják. Mivel a Brexit napjával a nem-EGT tulajdonosok részesedése meghaladta volna az 50%-ot, ezt elkerülendő a brit tulajdoni részt korlátozták.)
2020. február elején a társaság törölte Budapest–Frankfurt útvonalát, mivel a kialakult piaci kereslethez akarta alakítani a hálózatát ,és úgy döntött, hogy frankfurti kapacitását más útvonalakon fogja hasznosítani. A foglalással rendelkező utasokat automatikusan átfoglalták egy alternatív útvonalra. Az utasok 120 százalékos visszatérítést és ingyenes átfoglalási lehetőséget kaptak. A járat hivatalosan április 30-ig közlekedett.
2020 elejére vis major helyzet állt elő a légiközlekedésben, a COVID-19 pandémia első hulláma fokozatosan ellehetetlenítette Európában a repülést. A forgalom visszaesése viszonylagosan a Wizz Air-nél volt a legenyhébb, egész Európában, 2020 áprilisában az utasszámok alapján a kontinens legjobban teljesítő diszkont légitársasága volt. Júniusra 20 százalékos létszámleépítést hajtottak végre. Tavasszal a magyar kormány stratégiai partnere lettek, légihidat létesítettek Budapest és Kína között, ez biztosította az egészségügyi védekezéshez szükséges eszközök Magyarországra szállítását. A kormánnyal együttműködve biztosították a külföldön rekedt, egyéb rendelkezésre álló közlekedési eszköz híján hazajönni nem tudó, magyar állampolgárok lehetőség szerinti hazatérési lehetőségét. A Wizz Air a pandémia idején a versenytársaival szemben az előremenekülés stratégiáját választotta: 2020-ban 260 új útvonalat és 13 új bázist nyitott meg, ezek közül az egyiket London második legnagyobb repülőterén, a Gatwicken.
2021 áprilisában megkezdték a repülést a Wizz Air Abu Dhabi bázisáról is, mely az Egyesült Arab Emírségeket, és az azt környező arab országokat kötötte össze az Európával. 2021 tavaszán, amikorra a koronavírus-járvány harmadik hulláma is megérkezett, a légitársaság vezérigazgatója a befektetők egyik "ritka reménysugárának" nevezte a Wizz Air-t, mondván, hogy az egész iparágban nekik a legmagasabb a likviditásuk, befektetéseik a flottafejlesztésre és repülőterek építésére irányulnak, az utóbbiak közül elsőként a brassói légikikötő megnyitására készülnek. Hangsúlyozta, hogy meggyőződése, hogy összességében nyárra elérik a 2020-as forgalmat, mely az egész év folyamán összesen 16,6 millió utast jelentett. Ez a bázis év 40 millió utasának 42 százalékát jelentette.
2021 júliusára valóban sikerült elérniük a 2019-es kapacitásukat. Bejelentették a 140 repülőgépből álló flottájuk 500 gépre fejlesztését, illetve hogy 2030-ig 4600 új pilótát vesznek fel, már 2021-ben 500 pilótát képeznek ki, illetve vesznek fel.
2021 szeptemberében a rivális fapados légitársaság, az EasyJet, azt állította, hogy vételi ajánlatot kapott a Wizz Airtől, amit elutasított.
2021. november 14-én, a Dubai Airshow első napján a Wizz Air egyike volt annak a négy légitársaságnak, amely további A321neo repülőgépekre jelentett be vételi szándékot. A Wizz Air 75 A321neo és 27 A321XLR repülőgépre adott le rendelést, ami összesen 102 új repülőgépet jelentett.

### Háborús helyzet
A 2022-es Ukrajna elleni orosz invázió kezdetét követően a Wizz Air négy repülőgépe Ukrajnában rekedt, három Kijevben és egy Lvivben.
A háború kitörése miatt két hétre leállt a repülés, de aztán visszaállt a megszokott kerékvágásba, kivéve persze az ukrán és az orosz piacot, amelyek teljesen elvesztek a Wizz Air számára.
2022 februárjában, az Ukrajna elleni orosz invázió közepette, a Wizz Air 100 000 repülőjegyet biztosított ingyenesen a menekültek számára, rövid távú járatokra Lengyelországból, Szlovákiából, Magyarországról és Romániából 2022 márciusában.
2022 májusában a Wizz Air közölte, hogy egyetértési megállapodást írt alá a szaúd-arábiai befektetési minisztériummal, hogy együtt dolgozzanak a lehetséges befektetési és üzemeltetési modelleken az ország turisztikai iparának fellendítése és az összeköttetések növelése érdekében.

## Utasszámok
(zárójelben a növekedés/csökkenés az előző évihez képest)
- 2010 9,6 millió utas
- 2011 11 millió utas (+14,6%)
- 2013 13,5 millió utas (+22,7%)
- 2014 15,8 millió utas (+17%)
- 2015 19,2 millió utas (+21,5%)
- 2016 23 millió utas (+19,8)
- 2017 28 millió utas (+21,7%)
- 2018 33 millió utas (+16,9%)
- 2019 40 millió utas (+21,2%)
- 2020 17 millió utas (-57,5%)
- 2021 22 millió utas (+22,7%)
- 2022 46 millió utas (+209,1%)
- 2023 60 millió utas (+30,4%)
- 2026-os terv: 100 millió utas

## Szolgáltatások
A Wizz Air egyosztályos, 180 fő befogadására alkalmas Airbus A320 típusú, illetve 230 fő befogadására alkalmas Airbus A321-es típusú, továbbá 239 fő befogadására képes Airbus A321neo repülőgépekkel üzemel. Általában a városoktól távolabb eső repülőtereket használja.
Szolgáltatásai közé tartozik többek között a felárért igénybe vehető elsőbbségi beszállás lehetősége. A fedélzeten 2015. május óta kötelező helyfoglalás van. A társaság nem biztosít ingyenes étkezést, azonban a légiutaskísérők árusítanak italokat, könnyű hideg ételeket, illetve a légitársaság logóival ellátott ajándéktárgyakat és más használati eszközöket.
A Wizz Airnél kétféle kézipoggyászméret létezik. A jegyárban csak a kisebb, 40×30×20 cm-es kézipoggyász szállítása foglaltatik benne, a legtöbb légitársaságnál megszokotthoz hasonló méretű 55×40×23 cm-es kézipoggyász nagyméretűnek számít és külön díj ellenében vihető fel, vagy ha az utas elsőbbségi beszállást vásárolt. A nagyobb kézipoggyászok fizetőssé tételét a légitársaság 2012 októberében vezette be, miután egy hónapig tesztelte a London–Katowice járaton; ugyanekkor eltörölte a kézipoggyász korábbi, tíz kilós súlyhatárát.

## Flotta
A Wizz Air 200 gépből álló flottája két típusból, a 180/186 üléses Airbus A320-200-ból és a 230 üléses Airbus A321-200-ból áll. A 2009 júniusában az Airbus-szal kötött megállapodás nyomán 132 db Airbus A320-as típuscsaládba tartozó gépre fejlesztheti föl gépparkját a társaság.
2013 októberében a légitársaság bejelentette, hogy a megrendelései közül 26 darabot az Airbus A321-es típusra módosította.
Az első Airbus A321-gyel repült járat 2015. november 20-án indult Budapestről Londonba.
A 2015-ös Párizsi Légikiállításon bejelentették 110 darab Airbus A321neo megvásárlására leadott szándéknyilatkozatát, ill. további 90 darab Airbus A321neo repülőgép nem kötött vételi jogát.
A 2017-es Párizsi Légikiállításon bejelentették 10 darab további Airbus A321neo kötelező érvényű megvásárlását. A gépek 2019-ig érkeznek a Wizz Air flottájába.
A 2017-es dubaji légi kiállításon kötött megállapodás értelmében az eddigi megrendeléseken felül még 72 db Airbus A320neo és 74 db A321neo repülőgépet vásárolnak. Leszállításuk 2022-ben kezdődik, de a nagyobb részük 2025 és 2026 során érkezik majd. Az új rendelés értéke listaáron meghaladja a 17,2 milliárd dollárt.
A 2019-es Párizsi Légikiállításon bejelentették 20 darab 8700 km-es hatótávú Airbus A321XLR megrendelését, melyek 2023-2026 között fognak forgalomba állni.
| Típus           | Darabszám | Megrendelések | Utasok (Első osztály/Komfort turistaosztály/Turistaosztály) | Megjegyzések                                            |
| --------------- | --------- | ------------- | ----------------------------------------------------------- | ------------------------------------------------------- |
| Airbus A320–200 | 40        | –             | 180(0/0/180)/186(0/0/186)                                   | Fokozatosan A320neók váltják.                           |
| Airbus A320neo  | 6         | 13            | 186 (0/0/186)                                               |                                                         |
| Airbus A321–200 | 41        | –             | 230 (0/0/230)                                               |                                                         |
| Airbus A321neo  | 118       | 270           | 239 (0/0/239)                                               | A típus legnagyobb üzemeltetője. Kiszállítások 2029-ig. |
| Airbus A321XLR  | 2         | 46            | 239 (0/0/239)                                               | Kiszállítások 2025–2029 között.                         |
|                 | 205       | 330           |                                                             |                                                         |

| \| Gyártási szám \| Lajstrom \| Típus \| Első repülés \| Leszállítás \| \| ------------- \| ---------------------- \| ------------ \| -------------------- \| ---------------------------------------- \| \| 3127 \| HA-LPJ \| A320-232(WL) \| 2007. április 13. \| 2007. május 15. \| \| 3143 \| HA-LPK \| A320-232(WL) \| 2007. május 2. \| 2007. május 25. \| \| 3166 \| HA-LPL \| A320-232(WL) \| 2007. június 6. \| 2007. június 25. \| \| 3177 \| HA-LPM \| A320-232(WL) \| 2007. június 18. \| 2007. július 6. \| \| 3354 \| HA-LPN \| A320-232(WL) \| 2007. december 6. \| 2008. január 9. \| \| 3384 \| HA-LPO \| A320-232(WL) \| 2008. január 11. \| 2008. február 1. \| \| 3409 \| HA-LPQ \| A320-232(WL) \| 2008. január 31. \| 2008. február 19. \| \| 3430 \| HA-LPR \| A320-232(WL) \| 2008. február 19. \| 2008. március 7. \| \| 3771 \| HA-LPS \| A320-232(WL) \| 2009. január 16. \| 2009. február 2. \| \| 3807 \| HA-LPT \| A320-232(WL) \| 2009. február 12. \| 2009. február 27. \| \| 3877 \| HA-LPU \| A320-232(WL) \| 2009. április 7. \| 2009. április 24. \| \| 3927 \| HA-LPV \| A320-232(WL) \| 2009. május 25. \| 2009. június 10. \| \| 3947 \| HA-LPW \| A320-232(WL) \| 2009. június 9. \| 2009. június 23. \| \| 3968 \| HA-LPX \| A320-232(WL) \| 2009. június 26. \| 2009. július 10. \| \| 4109 \| HA-LPY \| A320-232(WL) \| 2009. november 23. \| 2009. december 10. \| \| 4174 \| HA-LPZ \| A320-232(WL) \| 2009. december 21. \| 2010. január 15. \| \| 4223 \| HA-LWA \| A320-232(WL) \| 2010. február 8. \| 2010. március 1. \| \| 4246 \| HA-LWB \| A320-232(WL) \| 2010. március 10. \| 2010. március 25. \| \| 4323 \| HA-LWC \| A320-232(WL) \| 2010. május 21. \| 2010. június 9. \| \| 4351 \| HA-LWD \| A320-232(WL) \| 2010. június 16. \| 2010. július 2. \| \| 4372 \| HA-LWE \| A320-232(WL) \| 2010. július 7. \| 2010. július 27. \| \| 3562 \| HA-LWF* (ex LZ-WZB) \| A320-232(WL) \| 2008. július 3. \| 2011. március 31. (2008. július 24.) \| \| 4308 \| HA-LWG* (ex LZ-WZC) \| A320-232(WL) \| 2010. május 5. \| 2011. március 31. (2010. május 21.) \| \| 4621 \| HA-LWH \| A320-232(WL) \| 2011. február 22. \| 2011. március 16. \| \| 4628 \| HA-LWI \| A320-232(WL) \| 2011. március 1. \| 2011. március 17. \| \| 4683 \| HA-LWJ \| A320-232(WL) \| 2011. április 12. \| 2011. április 29. \| \| 4716 \| HA-LWK \| A320-232(WL) \| 2011. május 10. \| 2011. május 26. \| \| 4736 \| HA-LWL \| A320-232(WL) \| 2011. május 25. \| 2011. június 17. \| \| 5021 \| HA-LWM \| A320-232(WL) \| 2012. február 3. \| 2012. február 22. \| \| 5075 \| HA-LWN \| A320-232(WL) \| 2012. március 13. \| 2012. március 29. \| \| 5123 \| HA-LWO \| A320-232(WL) \| 2012. április 12. \| 2012. április 27. \| \| 5139 \| HA-LWP \| A320-232(WL) \| 2012. április 25. \| 2012. május 23. \| \| 5196 \| HA-LWQ \| A320-232(WL) \| 2012. június 14. \| 2012. június 29. \| \| 5604 \| HA-LWR \| A320-232(SL) \| 2013. április 11. \| 2013. április 29. \| \| 5608 \| HA-LWS \| A320-232(SL) \| 2013. április 11. \| 2013. április 30. \| \| 5615 \| HA-LWT \| A320-232(SL) \| 2013. április 17. \| 2013. május 7. \| \| 5617 \| HA-LWU \| A320-232(SL) \| 2013. április 25. \| 2013. május 24. \| \| 5660 \| HA-LWV** (ex UR-WUD) \| A320-232(SL) \| 2013. június 12. \| 2014. április 15. (2013. szeptember 25.) \| \| 6001 \| HA-LWX \| A320-232(SL) \| 2014. február 14. \| 2014. március 3. \| \| 6058 \| HA-LWY \| A320-232(SL) \| 2014. március 21. \| 2014. április 4. \| \| 6086 \| HA-LWZ \| A320-232(SL) \| 2014. április 11. \| 2014. május 5. \| \| 6077 \| HA-LYA \| A320-232(SL) \| 2014. március 28. \| 2014. április 17. \| \| 6093 \| HA-LYB \| A320-232(SL) \| 2014. április 22. \| 2014. május 13. \| \| 6098 \| HA-LYC \| A320-232(SL) \| 2014. április 23. \| 2014. május 16. \| \| 6115 \| HA-LYD \| A320-232(SL) \| 2014. május 12. \| 2014. június 2. \| \| 6131 \| HA-LYE \| A320-232(SL) \| 2014. május 19. \| 2014. június 10. \| \| 6195 \| HA-LYF \| A320-232(SL) \| 2014. július 4. \| 2014. július 22. \| \| 5539 \| HA-LYG** (ex UR-WUC) \| A320-232(SL) \| 2013. február 26. \| 2014. május 30. (2013. március 15.) \| \| 6235 \| HA-LYH \| A320-232(SL) \| 2014. augusztus 25. \| 2014. szeptember 11. \| \| 6352 \| HA-LYI \| A320-232(SL) \| 2014. november 3. \| 2014. november 26. \| \| 6360 \| HA-LYJ \| A320-232(SL) \| 2014. november 7. \| 2014. december 1. \| \| 6394 \| HA-LYK \| A320-232(SL) \| 2014. december 3. \| 2014. december 19. \| \| 6489 \| HA-LYL \| A320-232(SL) \| 2015. február 18. \| 2015. március 6. \| \| 6544 \| HA-LYM \| A320-232(SL) \| 2015. március 19. \| 2015. április 20. \| \| 6559 \| HA-LYN \| A320-232(SL) \| 2015. március 30. \| 2015. április 22. \| \| 6576 \| HA-LYO \| A320-232(SL) \| 2015. április 15. \| 2015. május 7. \| \| 6589 \| HA-LYP \| A320-232(SL) \| 2015. április 21. \| 2015. május 13. \| \| 6614 \| HA-LYQ \| A320-232(SL) \| 2015. május 18. \| 2015. június 5. \| \| 6631 \| HA-LYR \| A320-232(SL) \| 2015. május 27. \| 2015. június 16. \| \| 6662 \| HA-LYS \| A320-232(SL) \| 2015. június 16. \| 2015. június 30. \| \| 6683 \| HA-LYT \| A320-232(SL) \| 2015. július 1. \| 2015. július 21. \| \| 3531 \| HA-LYU** (ex UR-WUA) \| A320-232 \| 2008. június 10. \| 2015. április 20. (2008. június 27.) \| \| 3741 \| HA-LYV** (ex UR-WUB) \| A320-232 \| 2008. december 9. \| 2015. április 20. (2008. december 23.) \| \| 7695 \| HA-LYW \| A320-232(SL) \| 2017. május 4. \| 2017. június 1. \| \| 6848 \| HA-LXA \| A321-231(SL) \| 2015. november 4. \| 2015. november 12. \| \| 6910 \| HA-LXB \| A321-231(SL) \| 2015. december 11. \| 2015. december 18. \| \| 6976 \| HA-LXC \| A321-231(SL) \| 2016. január 27. \| 2016. február 4. \| \| 7032 \| HA-LXD \| A321-231(SL) \| 2016. március 7. \| 2016. március 21. \| \| 7114 \| HA-LXE \| A321-231(SL) \| 2016. május 4. \| 2016. május 19. \| \| 7155 \| HA-LXF \| A321-231(SL) \| 2016. június 7. \| 2016. június 15. \| \| 7182 \| HA-LXG \| A321-231(SL) \| 2016. június 16. \| 2016. június 24. \| \| 7217 \| HA-LXH \| A321-231(SL) \| 2016. július 5. \| 2016. július 15. \| \| 7280 \| HA-LXI \| A321-231(SL) \| 2016. augusztus 23. \| 2016. szeptember 5. \| \| 7316 \| HA-LXJ \| A321-231(SL) \| 2016. szeptember 10. \| 2016. szeptember 19. \| \| 7440 \| HA-LXK \| A321-231(SL) \| 2016. november 29. \| 2016. december 7. \| \| 7488 \| HA-LXL \| A321-231(SL) \| 2017. január 4. \| 2017. január 19. \| \| 7528 \| HA-LXM \| A321-231(SL) \| 2017. január 31. \| 2017. február 6. \| \| 7532 \| HA-LXN \| A321-231(SL) \| 2017. január 27. \| 2017. február 10. \| \| 7562 \| HA-LXO \| A321-231(SL) \| 2017. február 17. \| 2017. március 10. \| \| 7578 \| HA-LXP \| A321-231(SL) \| 2017. március 3. \| 2017. március 17. \| \| 7623 \| HA-LXQ \| A321-231(SL) \| 2017. március 31. \| 2017. április 7. \| \| 7647 \| HA-LXR \| A321-231(SL) \| 2017. április 19. \| 2017. május 6. \| \| 7702 \| HA-LXS \| A321-231(SL) \| 2017. május 18. \| 2017. június 15. \| \| 7706 \| HA-LXT \| A321-231(SL) \| 2017. július 11. \| 2017. július 18. \| \| 7763 \| HA-LXU \| A321-231(SL) \| 2017. július 17. \| 2017. augusztus 3. \| \| 7826 \| HA-LXV \| A321-231(SL) \| 2017. szeptember 23. \| 2017. szeptember 29. \| \| 7947 \| HA-LXW \| A321-231(SL) \| 2017. október 14. \| 2017. november 3. \| \| 8044 \| HA-LXY \| A321-231(SL) \| 2017. december 9. \| 2017. december 22. \| \| 8097 \| HA-LSB (ex. G-WUKA) \| A320-232(SL) \| 2018. január 23. \| 2019. március 18. (2018. március 1.) \| \| 8151 \| HA-LSC (ex. G-WUKB***) \| A320-232(SL) \| 2018. február 16. \| 2019. október 29. (2018. március 8.) \| \| 8174 \| HA-LXZ \| A321-231(SL) \| 2018. február 20. \| 2018. március 14. \| \| 8210 \| G-WUKF \| A320-232(SL) \| 2018. március 19. \| 2018. március 26. \| \| 8169 \| G-WUKC \| A321-231(SL) \| 2018. március 22. \| 2018. március 29. \| \| 8236 \| G-WUKG \| A321-231(SL) \| 2018. április 5. \| 2018. április 13. \| \| 8216 \| HA-LTA \| A321-231(SL) \| 2018. április 16. \| 2018. április 23. \| \| 8271 \| HA-LTB \| A321-231(SL) \| 2019. március 25. \| 2019. március 29. \| \| 8295 \| HA-LTC \| A321-231(SL) \| 2018. május 23. \| 2018. május 25 \| \| 8305 \| HA-LTD \| A321-231(SL) \| 2018. május 22. \| 2018. május 24. \| \| 8325 \| HA-LTE \| A321-231(SL) \| 2018. június 21. \| 2018. június 28. \| \| 8311 \| G-WUKD \| A320-232(SL) \| 2018. június 1. \| 2018. június 7. \| \| 8327 \| G-WUKE \| A320-232(SL) \| 2018. május 26. \| 2018. június 1. \| \| 8328 \| HA-LTF \| A321-231(SL) \| 2018. július 16. \| 2018. július 19. \| \| 8355 \| HA-LYZ \| A320-232(SL) \| 2018. július 16. \| 2018. július 20. \| \| 8362 \| HA-LSA \| A320-232(SL) \| 2018. június 30. \| 2018. július 05. \| \| 8644 \| HA-LTG \| A321-231(SL) \| 2019. február 09. \| 2019. február 14. \| \| 8724 \| HA-LTH \| A321-231(SL) \| 2019. február 15. \| 2019. február 21. \| \| 8712 \| HA-LVA \| A321-271(NX) \| 2019. február 25. \| 2019. március 07. \| \| 8735 \| HA-LVB \| A321-271(NX) \| 2019. március 21. \| 2019. március 28. \| \| 8816 \| HA-LVC \| A321-271(NX) \| 2019. május 04. \| 2019. május 24. \| \| 8882 \| HA-LVD \| A321-271(NX) \| 2019. július 18. \| 2019. augusztus 3. \| \| 8941 \| HA-LVE \| A321-271(NX) \| 2019. július 18. \| 2019. július 25. \| \| 8966 \| HA-LVF \| A321-271(NX) \| 2019. augusztus 6. \| 2019. augusztus 9. \| \| 8997 \| HA-LVG \| A321-271(NX) \| 2019. október 7. \| 2019. október 11. \| \| 9586 \| HA-LJA \| A320-271N \| 2020. május 6. \| 2020. május 28. \| \| Gyártási szám \| Lajstrom \| Típus \| Első repülés \| Leszállítás \| (*) Mindkét gép (LZ-WZB, LZ-WZC) 2011. március 31-én magyar lajstromba került, így a Wizz Air Bulgaria is elvesztette szerepét. (**)Mindegyik gép (UR-WUA, UR-WUB, UR-WUC, UR-WUD) gép 2015. április 20-án magyar lajstromba került, így a Wizz Air Ukraine is elvesztette szerepét. (***) A Wizz Air angol leányvállalatának, a Wizz Air UK-nak az első gépe (G-WUKB. Eredetileg a G-WUKA lajstromú repülőgép lett volna az első, csak ezt, kb 1 éves brit szolgálat után, eddig ismeretlen okból magyar lajstromra hozták át (HA-LSB lett az új lajstrom) |                        |              |                      |                                          |
| Gyártási szám | Lajstrom               | Típus        | Első repülés         | Leszállítás                              |
| 3127 | HA-LPJ                 | A320-232(WL) | 2007. április 13.    | 2007. május 15.                          |
| 3143 | HA-LPK                 | A320-232(WL) | 2007. május 2.       | 2007. május 25.                          |
| 3166 | HA-LPL                 | A320-232(WL) | 2007. június 6.      | 2007. június 25.                         |
| 3177 | HA-LPM                 | A320-232(WL) | 2007. június 18.     | 2007. július 6.                          |
| 3354 | HA-LPN                 | A320-232(WL) | 2007. december 6.    | 2008. január 9.                          |
| 3384 | HA-LPO                 | A320-232(WL) | 2008. január 11.     | 2008. február 1.                         |
| 3409 | HA-LPQ                 | A320-232(WL) | 2008. január 31.     | 2008. február 19.                        |
| 3430 | HA-LPR                 | A320-232(WL) | 2008. február 19.    | 2008. március 7.                         |
| 3771 | HA-LPS                 | A320-232(WL) | 2009. január 16.     | 2009. február 2.                         |
| 3807 | HA-LPT                 | A320-232(WL) | 2009. február 12.    | 2009. február 27.                        |
| 3877 | HA-LPU                 | A320-232(WL) | 2009. április 7.     | 2009. április 24.                        |
| 3927 | HA-LPV                 | A320-232(WL) | 2009. május 25.      | 2009. június 10.                         |
| 3947 | HA-LPW                 | A320-232(WL) | 2009. június 9.      | 2009. június 23.                         |
| 3968 | HA-LPX                 | A320-232(WL) | 2009. június 26.     | 2009. július 10.                         |
| 4109 | HA-LPY                 | A320-232(WL) | 2009. november 23.   | 2009. december 10.                       |
| 4174 | HA-LPZ                 | A320-232(WL) | 2009. december 21.   | 2010. január 15.                         |
| 4223 | HA-LWA                 | A320-232(WL) | 2010. február 8.     | 2010. március 1.                         |
| 4246 | HA-LWB                 | A320-232(WL) | 2010. március 10.    | 2010. március 25.                        |
| 4323 | HA-LWC                 | A320-232(WL) | 2010. május 21.      | 2010. június 9.                          |
| 4351 | HA-LWD                 | A320-232(WL) | 2010. június 16.     | 2010. július 2.                          |
| 4372 | HA-LWE                 | A320-232(WL) | 2010. július 7.      | 2010. július 27.                         |
| 3562 | HA-LWF* (ex LZ-WZB)    | A320-232(WL) | 2008. július 3.      | 2011. március 31. (2008. július 24.)     |
| 4308 | HA-LWG* (ex LZ-WZC)    | A320-232(WL) | 2010. május 5.       | 2011. március 31. (2010. május 21.)      |
| 4621 | HA-LWH                 | A320-232(WL) | 2011. február 22.    | 2011. március 16.                        |
| 4628 | HA-LWI                 | A320-232(WL) | 2011. március 1.     | 2011. március 17.                        |
| 4683 | HA-LWJ                 | A320-232(WL) | 2011. április 12.    | 2011. április 29.                        |
| 4716 | HA-LWK                 | A320-232(WL) | 2011. május 10.      | 2011. május 26.                          |
| 4736 | HA-LWL                 | A320-232(WL) | 2011. május 25.      | 2011. június 17.                         |
| 5021 | HA-LWM                 | A320-232(WL) | 2012. február 3.     | 2012. február 22.                        |
| 5075 | HA-LWN                 | A320-232(WL) | 2012. március 13.    | 2012. március 29.                        |
| 5123 | HA-LWO                 | A320-232(WL) | 2012. április 12.    | 2012. április 27.                        |
| 5139 | HA-LWP                 | A320-232(WL) | 2012. április 25.    | 2012. május 23.                          |
| 5196 | HA-LWQ                 | A320-232(WL) | 2012. június 14.     | 2012. június 29.                         |
| 5604 | HA-LWR                 | A320-232(SL) | 2013. április 11.    | 2013. április 29.                        |
| 5608 | HA-LWS                 | A320-232(SL) | 2013. április 11.    | 2013. április 30.                        |
| 5615 | HA-LWT                 | A320-232(SL) | 2013. április 17.    | 2013. május 7.                           |
| 5617 | HA-LWU                 | A320-232(SL) | 2013. április 25.    | 2013. május 24.                          |
| 5660 | HA-LWV** (ex UR-WUD)   | A320-232(SL) | 2013. június 12.     | 2014. április 15. (2013. szeptember 25.) |
| 6001 | HA-LWX                 | A320-232(SL) | 2014. február 14.    | 2014. március 3.                         |
| 6058 | HA-LWY                 | A320-232(SL) | 2014. március 21.    | 2014. április 4.                         |
| 6086 | HA-LWZ                 | A320-232(SL) | 2014. április 11.    | 2014. május 5.                           |
| 6077 | HA-LYA                 | A320-232(SL) | 2014. március 28.    | 2014. április 17.                        |
| 6093 | HA-LYB                 | A320-232(SL) | 2014. április 22.    | 2014. május 13.                          |
| 6098 | HA-LYC                 | A320-232(SL) | 2014. április 23.    | 2014. május 16.                          |
| 6115 | HA-LYD                 | A320-232(SL) | 2014. május 12.      | 2014. június 2.                          |
| 6131 | HA-LYE                 | A320-232(SL) | 2014. május 19.      | 2014. június 10.                         |
| 6195 | HA-LYF                 | A320-232(SL) | 2014. július 4.      | 2014. július 22.                         |
| 5539 | HA-LYG** (ex UR-WUC)   | A320-232(SL) | 2013. február 26.    | 2014. május 30. (2013. március 15.)      |
| 6235 | HA-LYH                 | A320-232(SL) | 2014. augusztus 25.  | 2014. szeptember 11.                     |
| 6352 | HA-LYI                 | A320-232(SL) | 2014. november 3.    | 2014. november 26.                       |
| 6360 | HA-LYJ                 | A320-232(SL) | 2014. november 7.    | 2014. december 1.                        |
| 6394 | HA-LYK                 | A320-232(SL) | 2014. december 3.    | 2014. december 19.                       |
| 6489 | HA-LYL                 | A320-232(SL) | 2015. február 18.    | 2015. március 6.                         |
| 6544 | HA-LYM                 | A320-232(SL) | 2015. március 19.    | 2015. április 20.                        |
| 6559 | HA-LYN                 | A320-232(SL) | 2015. március 30.    | 2015. április 22.                        |
| 6576 | HA-LYO                 | A320-232(SL) | 2015. április 15.    | 2015. május 7.                           |
| 6589 | HA-LYP                 | A320-232(SL) | 2015. április 21.    | 2015. május 13.                          |
| 6614 | HA-LYQ                 | A320-232(SL) | 2015. május 18.      | 2015. június 5.                          |
| 6631 | HA-LYR                 | A320-232(SL) | 2015. május 27.      | 2015. június 16.                         |
| 6662 | HA-LYS                 | A320-232(SL) | 2015. június 16.     | 2015. június 30.                         |
| 6683 | HA-LYT                 | A320-232(SL) | 2015. július 1.      | 2015. július 21.                         |
| 3531 | HA-LYU** (ex UR-WUA)   | A320-232     | 2008. június 10.     | 2015. április 20. (2008. június 27.)     |
| 3741 | HA-LYV** (ex UR-WUB)   | A320-232     | 2008. december 9.    | 2015. április 20. (2008. december 23.)   |
| 7695 | HA-LYW                 | A320-232(SL) | 2017. május 4.       | 2017. június 1.                          |
| 6848 | HA-LXA                 | A321-231(SL) | 2015. november 4.    | 2015. november 12.                       |
| 6910 | HA-LXB                 | A321-231(SL) | 2015. december 11.   | 2015. december 18.                       |
| 6976 | HA-LXC                 | A321-231(SL) | 2016. január 27.     | 2016. február 4.                         |
| 7032 | HA-LXD                 | A321-231(SL) | 2016. március 7.     | 2016. március 21.                        |
| 7114 | HA-LXE                 | A321-231(SL) | 2016. május 4.       | 2016. május 19.                          |
| 7155 | HA-LXF                 | A321-231(SL) | 2016. június 7.      | 2016. június 15.                         |
| 7182 | HA-LXG                 | A321-231(SL) | 2016. június 16.     | 2016. június 24.                         |
| 7217 | HA-LXH                 | A321-231(SL) | 2016. július 5.      | 2016. július 15.                         |
| 7280 | HA-LXI                 | A321-231(SL) | 2016. augusztus 23.  | 2016. szeptember 5.                      |
| 7316 | HA-LXJ                 | A321-231(SL) | 2016. szeptember 10. | 2016. szeptember 19.                     |
| 7440 | HA-LXK                 | A321-231(SL) | 2016. november 29.   | 2016. december 7.                        |
| 7488 | HA-LXL                 | A321-231(SL) | 2017. január 4.      | 2017. január 19.                         |
| 7528 | HA-LXM                 | A321-231(SL) | 2017. január 31.     | 2017. február 6.                         |
| 7532 | HA-LXN                 | A321-231(SL) | 2017. január 27.     | 2017. február 10.                        |
| 7562 | HA-LXO                 | A321-231(SL) | 2017. február 17.    | 2017. március 10.                        |
| 7578 | HA-LXP                 | A321-231(SL) | 2017. március 3.     | 2017. március 17.                        |
| 7623 | HA-LXQ                 | A321-231(SL) | 2017. március 31.    | 2017. április 7.                         |
| 7647 | HA-LXR                 | A321-231(SL) | 2017. április 19.    | 2017. május 6.                           |
| 7702 | HA-LXS                 | A321-231(SL) | 2017. május 18.      | 2017. június 15.                         |
| 7706 | HA-LXT                 | A321-231(SL) | 2017. július 11.     | 2017. július 18.                         |
| 7763 | HA-LXU                 | A321-231(SL) | 2017. július 17.     | 2017. augusztus 3.                       |
| 7826 | HA-LXV                 | A321-231(SL) | 2017. szeptember 23. | 2017. szeptember 29.                     |
| 7947 | HA-LXW                 | A321-231(SL) | 2017. október 14.    | 2017. november 3.                        |
| 8044 | HA-LXY                 | A321-231(SL) | 2017. december 9.    | 2017. december 22.                       |
| 8097 | HA-LSB (ex. G-WUKA)    | A320-232(SL) | 2018. január 23.     | 2019. március 18. (2018. március 1.)     |
| 8151 | HA-LSC (ex. G-WUKB***) | A320-232(SL) | 2018. február 16.    | 2019. október 29. (2018. március 8.)     |
| 8174 | HA-LXZ                 | A321-231(SL) | 2018. február 20.    | 2018. március 14.                        |
| 8210 | G-WUKF                 | A320-232(SL) | 2018. március 19.    | 2018. március 26.                        |
| 8169 | G-WUKC                 | A321-231(SL) | 2018. március 22.    | 2018. március 29.                        |
| 8236 | G-WUKG                 | A321-231(SL) | 2018. április 5.     | 2018. április 13.                        |
| 8216 | HA-LTA                 | A321-231(SL) | 2018. április 16.    | 2018. április 23.                        |
| 8271 | HA-LTB                 | A321-231(SL) | 2019. március 25.    | 2019. március 29.                        |
| 8295 | HA-LTC                 | A321-231(SL) | 2018. május 23.      | 2018. május 25                           |
| 8305 | HA-LTD                 | A321-231(SL) | 2018. május 22.      | 2018. május 24.                          |
| 8325 | HA-LTE                 | A321-231(SL) | 2018. június 21.     | 2018. június 28.                         |
| 8311 | G-WUKD                 | A320-232(SL) | 2018. június 1.      | 2018. június 7.                          |
| 8327 | G-WUKE                 | A320-232(SL) | 2018. május 26.      | 2018. június 1.                          |
| 8328 | HA-LTF                 | A321-231(SL) | 2018. július 16.     | 2018. július 19.                         |
| 8355 | HA-LYZ                 | A320-232(SL) | 2018. július 16.     | 2018. július 20.                         |
| 8362 | HA-LSA                 | A320-232(SL) | 2018. június 30.     | 2018. július 05.                         |
| 8644 | HA-LTG                 | A321-231(SL) | 2019. február 09.    | 2019. február 14.                        |
| 8724 | HA-LTH                 | A321-231(SL) | 2019. február 15.    | 2019. február 21.                        |
| 8712 | HA-LVA                 | A321-271(NX) | 2019. február 25.    | 2019. március 07.                        |
| 8735 | HA-LVB                 | A321-271(NX) | 2019. március 21.    | 2019. március 28.                        |
| 8816 | HA-LVC                 | A321-271(NX) | 2019. május 04.      | 2019. május 24.                          |
| 8882 | HA-LVD                 | A321-271(NX) | 2019. július 18.     | 2019. augusztus 3.                       |
| 8941 | HA-LVE                 | A321-271(NX) | 2019. július 18.     | 2019. július 25.                         |
| 8966 | HA-LVF                 | A321-271(NX) | 2019. augusztus 6.   | 2019. augusztus 9.                       |
| 8997 | HA-LVG                 | A321-271(NX) | 2019. október 7.     | 2019. október 11.                        |
| 9586 | HA-LJA                 | A320-271N    | 2020. május 6.       | 2020. május 28.                          |
| Gyártási szám | Lajstrom               | Típus        | Első repülés         | Leszállítás                              |

| Lajstrom | Gyári szám | Típus    | Üzemelés kezdete     | Üzemelés vége       | Megjegyzések |
| -------- | ---------- | -------- | -------------------- | ------------------- | --- |
| HA-LPA   | 839        | A320-233 | 2004. június 30.     | 2011. augusztus 16. | 1998 júliusában került VP-BVC lajstromjellel az ACES Colombia flotájába 2011 augusztus 17-től PK-GLD lajstromjellel a Citilink flottájában 2018 május 25-től OY-RUZ lajstromjellel a Danish Air Transport flottájában                                                                              |
| HA-LPB   | 1635       | A320-233 | 2004. május 13.      | 2011.december 9.    | 2001 decemberében került N635VX lajstromjellel az ACES Colombia flottájába Ez a repülőgép teljesítette a Wizz Air első kereskedelmi járatát 2004. május 19-én 101-es járatszámmal, Katowice repülőteréről London-Luton repülőtérre. 2011 decemberétől PK-GLA lajstromjellel a Citilink flottájában |
| HA-LPC   | 892        | A320-233 | 2004. szeptember 10. | 2011. október 22.   | 1998 októberében került VP-BVD lajstromjellel az ACES Colombia flottájába 2011 októberétől PK-GLC lajstromjellel a Citilink flottájában 2019 szeptembere óta N892GL lajstromjelet viselve tárolják MZJ repülőtéren                                                                                 |
| HA-LPD   | 1902       | A320-233 | 2004. június 20.     | 2014. október 19.   | 2003 januárjában került N902VX lajstromjellel az ACES Colombia flottájába 2014 októbere óta G-GATK lajstromjellel a British Airways flottájában |
| HA-LPE   | 1892       | A320-233 | 2005. március 31     | 2014. december 2.   | 2003 januárjában került N892VX lajstromjellel az ACES Colombia flottájába 2015 januárja óta G-GATM lajstromjellel a British Airways flottájában |
| HA-LPF   | 1834       | A320-233 | 2005. március 31.    | 2014. november 10.  | 2003 januárjában került N834VX lajstromjellel az ACES Colombia flottájába 2014 novembere óta G-GATL lajstromjellel a British Airways flottájában |
| HA-LPG   | 2571       | A320-232 | 2005 október 21.     | 2011. április 21.   | LZ-WZA lajstromjellel a Wizz Air Bulgaria állományába került 2005. december 20-án 2011 áprilisa óta TC-OBN lajstromjellel az Onur Air flottájában 2017 augusztusa óta VQ-BZS lajstromjellel a Yamal Airlines flottájában                                                                           |
| HA-LPH   | 2688       | A320-232 | 2006. február 27.    | 2011. március 21.   | 2011 márciusa óta TC-OBO lajstromjellel az Onur Air flottájában 2017 augusztusa óta VQ-BWZ lajstromjellel a Yamal Airlines flottájában |
| HA-LPI   | 2752       | A320-232 | 2006. április 21.    | 2014. április 22.   | 2014 májusa óta XA-VAG lajstromjellel a Viva Aerobus flottájában 2020 február óta tárolják Toulouse-Francazal repülőtéren OE-IKU lajstromjellel |

## Különleges festésű repülőgépek
A Wizz Air Budapest 2024-es olimpiai és paralimpiai pályázatát népszerűsítő festéssel ellátott repülőgépeket mutatott be 2016. november 24-én (HA-LXJ lajstromjelű A321) és 2016 december 1-én (HA-LYG lajstromjelű A320).

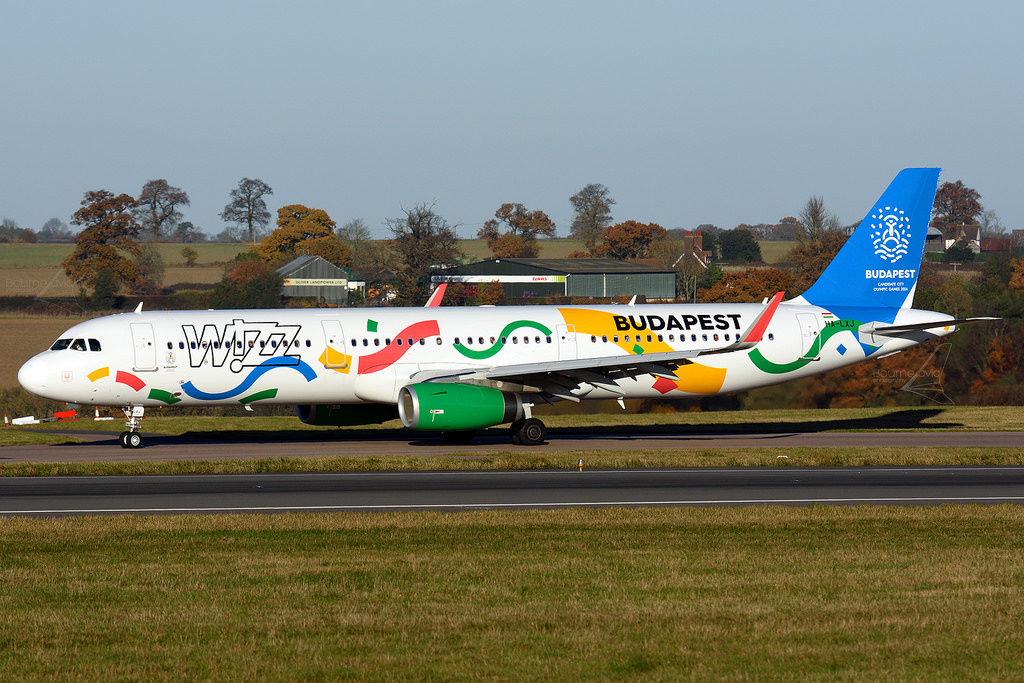
A Wizz Air olimpiai festésű repülőgépe.

A Wizz Air századik repülőgépének üzembe állítása alkalmából a HA-LTD lajstromjelű repülőgépet különleges festésben mutatta be a légitársaság Ferihegyen 2018. június 4-én.

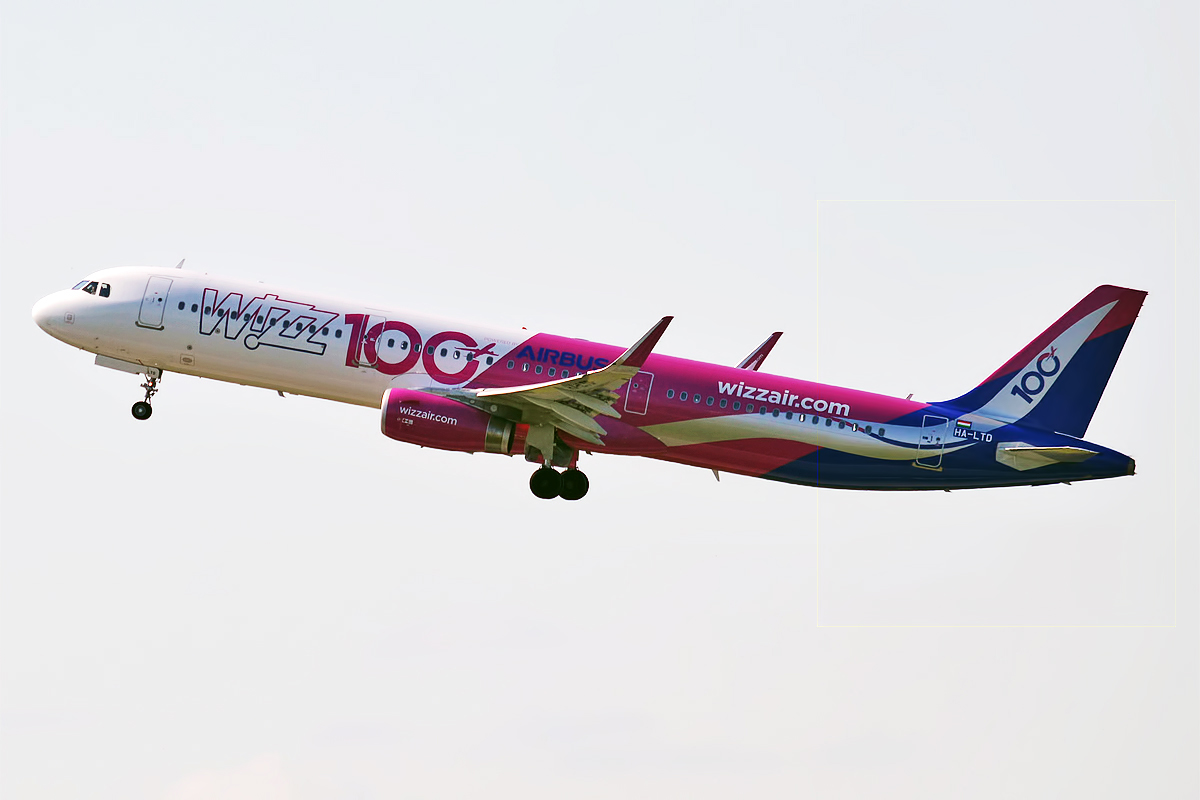
A Wizz Air századik repülőgépét ünneplő festése.

A Wizz Air a 2024-es olimpiai és paralimpiai játékokra a HA-LGI lajstromjelű repülőgép a "Team Hungary" feliratot és festést kapott. A repülőgép 1 évig viselte ezt a festést, majd a Pannonia Együttműködés matricát kapta meg 2025 májusában.
2024-ben a Wizz Air környezetbarát festést adott a 9H-WNM lajstromjelű repülőnek, felhívva a figyelmet a környezettudatosságra.

## Úti célok

A Wizz Air úti céljai

A légitársaság elsősorban Európán belül üzemeltet menetrend szerinti járatokat. Ezen kívül néhány ázsiai (közel-keleti) és afrikai interkontinentális útvonalat is fenntart (ahol az útvonal másik végpontja mindig európai).
A Wizzair 25 bázissal rendelkezik, Bécs Ausztriában; Tuzla Bosznia-Hercegovinában; Szófia és Várna Bulgáriában; Kutaiszi Grúziában; Budapest és Debrecen Magyarországon; Riga Lettországban; Vilnius Litvániában; Szkopje Macedóniában; Chisinau Moldovában; Katowice, Varsó, Gdansk, Poznan és Wroclaw Lengyelországban; Bukarest, Kolozsvár, Craiova, Jászvásár, Nagyszeben és Temesvár Romániában; Belgrád Szerbiában; a londoni Luton repülőtér az Egyesült Királyságban; Kijev Ukrajnában.
2019 elején Budapestről és Debrecenből összesen 83 járatot üzemeltetett 16 Magyarországon állomásoztatott gépével (14 Budapesten, 2 Debrecenben). Debrecenből 2019 tavaszától 14 menetrend szerinti járatot üzemeltet: Dortmund, Doncaster/Sheffield, Basel, Barcelona, Párizs (Beauvais), Eindhoven, Tel-Aviv, Larnaca, London (Luton), Malmö, Málta, Milánó (Bergamo), Moszkva és Palma de Mallorca.

## Környezetvédelem
A 2019. második felében felerősödött repüléssel szembeni környezetvédelmi aggályokat, melyek a "flightshame" (repülési szégyen) mozgalomban öltöttek testet, azzal  utasították el, hogy a Wizz Air a legzöldebb légitársaság. Ezt az egy utasra vetített károsanyag-kibocsátási szintből kiindulva hangoztatják, hozzátéve, hogy 2030-ig további 30 százalékkal csökkentik a fejenkénti károsanyag-kibocsátást. Ugyanakkor – a Lufthansát például említve – a business osztályon repültető, nem hatékony légitársaságokat kárhoztatják az elavult technológiákkal történő, náluk jóval nagyobb fajlagos környezeti kárt okozó, gyakorlatuk miatt.
Egy év elteltével, 2020 novemberében az európai légitársaságok közül a legalacsonyabb utas / kilométer szén-dioxid-kibocsátást tudták felmutatni és hangsúlyozták elkötelezettségüket a környezeti lábnyom további, folytonos csökkentése mellett. Stratégiájuk részeként minden felszállás és leszállás üzemanyag-megtakarításra lehetőséget adó repülési fázisát folyamatosan monitorozzák a maximális környezetvédelmi optimalizálás érdekében, ami jelentős hatással van az utaskilométerenkénti szén-dioxid-kibocsátás további folyamatos csökkentésére.
2022 májusában bejelentették, hogy az Airbus-szal közös pilot-projektjük keretében célul tűzik ki  azt, hogy 10-15 éven belüli átálljanak a fosszilis energiáról a hidrogénmeghajtásra. Ennek a folyamatos átállásnak a szükségességét a  közvetlen környezetvédelmi és technológiai szempontok mellett üzleti okokkal is magyarázták, mondván, hogy idővel mind az utasok, mind a befektetők, egyre jobban elvárják a légitársaságoktól, hogy mindinkább környezetbarát módon működjenek.
A Wizz Air 2022 novemberében megállapodást kötött az osztrák OMV energetikai vállalattal, miszerint 2023 és 2030 között közel 185 ezer tonnányi fenntartható repülőgép-üzemanyagot (angolul SAF, azaz "sustainable aviation fuel") vásárol tőle. A fenntartható alapanyagokból, például étolajból és zöld hidrogénből előállított SAF kulcsfontosságú eleme lehet a légiközlekedési ágazat azon célkitűzésének, hogy 2050-re a szén-dioxid-kibocsátás nullára csökkenjen. A Nemzetközi Légi Szállítási Szövetség (IATA) becslése szerint a SAF mintegy 65 százalékkal járulhat hozzá a légiközlekedési ágazat által a 2050-re elérendő nettó nullához szükséges kibocsátáscsökkentéshez.
Az OMV-val való együttműködés a SAF szerződés keretein belül lehetőséget biztosít a Wizz Air számára, hogy a folyamatos utaskilométerenkénti szén-dioxid-csökkentésére vonatkozó stratégiája mentén haladhasson tovább, és 2030-ra további 25 százalékkal csökkentse  a szén-dioxid-kibocsátás intenzitását, 2050-re pedig teljesen megszüntesse a szén-dioxid-kibocsátását. A Wizz Air–OMV megállapodás bizonyítja a légitársaság elkötelezettségét az iránt, hogy utasaik a Wizz Airrel való repülés választásával a környezetvédelem szempontjából is a lehető legfelelősségteljesebb repülési módot választhassák.
A SAF szerződés megkötését megelőzően néhány nappal a Wizz Air elnyerte az Év Globális Fenntartható Légitársasága díjat. A címet a CAPA (Centre for Aviation) első alkalommal a 2022-es ázsiai légi közlekedési és fenntarthatósági kiállításon (Asia Aviation Summit and Sustainability Expo 2022) megrendezett díjátadón Szingapúrban adta át. A CAPA, az Aviation Week Network tagja, mely a világ egyik legmegbízhatóbb piaci információforrása a légiközlekedési és turizmus iparágak területén. A Wizz Air a globális elismerés mellett az európai, közel-keleti és afrikai (EMEA) régió kategóriájában is elnyerte Az Év Fenntartható Légitársasága díjat. Az indoklás szerint a CAPA környezeti fenntarthatósági légitársasági teljesítményértékelő jelentéseinek 2021-es és 2022-es eredményei szerint a Wizz Air a legtöbb kategóriában a legjobban teljesítő légitársaságok közé tartozott. A légitársaság a díjátadáson megerősítette, hogy a technológiára és az innovációra alapozva elkötelezettek amellett, hogy a Wizz Air váljon a legkörnyezettudatosabb légiközlekedési választássá. Hangsúlyozták, hogy folyamatosan csökkentik az utasok fajlagos szén-dioxid-kibocsátását, és 2030-ra, majd azt követően is, képesek lesznek elérni a kitűzött fajlagos szén-dioxid-csökkentést.
2023-ra vonatkozóan a vezérigazgató kijelentette, hogy ők repülik a leghatékonyabb flottát nemcsak gazdasági, de környezetvédelmi szempontból is.
A Wizz Air harmadik alkalommal is elnyerte a Legfenntarthatóbb Diszkont Légitársaság címet a World Finance Sustainability Awards 2023-as díjátadóján.

## Balesetek, incidensek
- 2009. december 29-én az olaszországi Velencéből az ukrajnai Kiev Boriszpili nemzetközi repülőtérre érkező UR-WUB lajstromjelű repülőgép, közvetlenül leszállás után, az erős és lökéses oldalszél hatására letért a futópályáról. A repülőgép a futópályáról lecsúszva, orral a haladási irányával ellentétes irányba mutatva, a futópályáról letakarított és kétoldalt felhalmozott hófalban elakadva állt meg. Személyi sérülés nem történt. A repülőgép hajtóműveit és futóműveit jelentős sérülések érték.[81]
- 2011. november 30-án a Bukarest-Baneasa (BBU) repülőtérről Bergamóba induló járatot teljesítő HA-LPV lajstromjelű repülőgépről, felszállás közben leszakadt az 1. (bal oldali) hajtómű külső (bal oldali) burkolata. Személyi sérülés nem történt. A járat 20 perc repülés után visszatért indulási repülőtérre.[82]
- 2013. június 8-án Bukarestből a római Ciampino reptérre tartó 3141-es számú járatot a HA-LWM lajstromjelű gép teljesítette, amely kényszerleszállást hajtott végre a római Fiumicino repülőtéren. A problémát a bal főfutómű fedőajtajának hibája okozta, aminek következtében a bal főfutómű nem tudott teljes egészében kinyílni. A pilóták az eseményt felkészülten, az előírásoknak megfelelően kezelték; 165 utassal és hatfős személyzettel a fedélzeten a Fiumicino reptéren landoltak, az utasok a mentőcsúszdán hagyták el a gépet, senki sem sérült meg.[83]
- 2014. szeptember 9-én Kolozsvárról a spanyolországi Zaragozába tartó 3417-es számú járatot a HA-LWN lajstromjelű gép teljesítette, amely kényszerleszállást hajtott végre Budapesten. A gép madárrajjal ütközött és egy hajtóművel sikeresen leszállt.[84]
- 2017. szeptember 12-én Budapestről Larnacaba tartó W6 2451 számú járat leszállás előtt egy madárral ütközött, majd sikeresen landolt. A fedélzeten nem sérült meg senki. A kötelező műszaki ellenőrzés miatt a Larnaca-Budapest járat utasai 11 óra 45 perc késéssel tudtak hazaindulni.[85]
- 2020. január 4-én Debrecenből Párizsba tartó W6 7867 járatszámú repülőgép HA-LYD lajstromjelű járat felszállás előtt a futópályáról visszafordult. Az AIRPORTAL a következőt írta: Vészcsúszdákon szállították ki a Wizz Air Debrecenből Párizsba induló járatának utasait a debreceni repülőtéren szombaton az esti órákban. A repülőtér üzemeltetője azt közölte, hogy a repülőgép segédhajtóművénél keletkezett tűz, de a légitársaság később kiadott közlése szerint nem történt tűzeset, csupán a porladt jégtelenítő folyadék kelthette füst benyomását a függőleges vezérsíkot megvilágító lámpa fényében.
- 2020. január 23-án Szófiából Memmingeni nemzetközi repülőtérre tartó W6 4339-es járatszámú Wizz Air Airbus A321-es HA-LXP lajstromjelű repülőgép az egyik kanyarnál lefutott a gurulóútról. A 216 utas valamint a teljes személyzet kiszállításra kerültek a repülőgépből és senki sem sérült meg.